# S-Dualität (Homotopietheorie)
In der Algebraischen Topologie, einem Teilgebiet der Mathematik, bezeichnet S-Dualität eine Dualität zwischen topologischen Spektren und damit zwischen verallgemeinerten Homologie- und Kohomologietheorien.

## Definition
Es seien {\displaystyle A} und {\displaystyle A^{*}} zwei Spektra. Wir bezeichnen mit {\displaystyle A\wedge A^{*}} ihr Smash-Produkt und mit {\displaystyle \mathbf {S} } das Sphärenspektrum.
Ein Dualitätsmorphismus oder eine Dualität zwischen {\displaystyle A} und {\displaystyle A^{*}} ist ein Morphismus von Spektren
{\displaystyle u\colon \mathbf {S} \to A\wedge A^{*}}
so dass für jedes Spektrum {\displaystyle E} die durch
{\displaystyle u_{E}(\phi ):=(\phi \wedge id_{A^{*}})u}
{\displaystyle u^{E}(\phi ):=(id_{A}\wedge \phi )u}
definierten Abbildungen
{\displaystyle u_{E}\colon \left[A,E\right]\to \left[\mathbf {S} ,E\wedge A^{*}\right]}
{\displaystyle u^{E}\colon \left[A^{*},E\right]\to \left[\mathbf {S} ,A\wedge E\right]}
Bijektionen sind.
Die Spektren {\displaystyle A} und {\displaystyle A^{*}} heißen S-dual, wenn es einen Dualitätsmorphismus {\displaystyle u\colon \mathbf {S} \to A\wedge A^{*}} gibt. S-Dualität ist eine symmetrische Relation.
Zwei Spektren {\displaystyle A} und {\displaystyle B} heißen {\displaystyle n}-dual für {\displaystyle n\in \mathbb {N} }, wenn {\displaystyle A} und {\displaystyle \Sigma ^{n}B} S-dual sind. Dabei bezeichnet {\displaystyle \Sigma ^{n}B} das durch {\displaystyle (\Sigma ^{n}B)_{k}=B_{k+n}} definierte Spektrum.

## S-dualer Morphismus
Seien {\displaystyle u\colon \mathbf {S} \to A\wedge A^{*}} und {\displaystyle v\colon \mathbf {S} \to B\wedge B^{*}} zwei Dualitätsmorphismen, dann ist zu jedem Morphismus
{\displaystyle f\colon A\to B}
sein S-dualer Morphismus
{\displaystyle f^{*}\colon B^{*}\to A^{*}}
definiert als das Bild von {\displaystyle f} unter dem Isomorphismus
{\displaystyle (v^{A^{*}})^{-1}u_{B}\colon \left[A,B\right]\to \left[\mathbf {S} ,B\wedge A^{*}\right]\to \left[B^{*},A^{*}\right]}.
({\displaystyle f^{*}} ist also wohldefiniert bis auf Homotopie.)
Insbesondere ist {\displaystyle f\in \left[A,B\right]} genau dann S-dual zu {\displaystyle g\in \left[B^{*},A^{*}\right]}, wenn {\displaystyle u_{B}(f)=v_{A^{*}}(g)}.

## Beispiele
- Die kanonische Äquivalenz {\displaystyle u\colon \mathbf {S} \to \Sigma ^{n}\mathbf {S} \wedge \Sigma ^{-n}\mathbf {S} } ist eine S-Dualität.
- Für eine geschlossene {\displaystyle n}-Mannigfaltigkeit {\displaystyle M} mit Einhängungsspektrum {\displaystyle \Sigma ^{\infty }M} wird die Milnor-Spanier S-Dualität

{\displaystyle u\colon \mathbf {S} \to Th(\nu _{M})\wedge \Sigma ^{-n}\Sigma ^{\infty }M_{+}}
definiert wie folgt: Wähle eine Einbettung {\displaystyle M\subset S^{N}} für ein {\displaystyle N\gg n} und eine Tubenumgebung {\displaystyle M\subset U\subset S^{N}} mit Projektion {\displaystyle p\colon {\overline {U}}\to M}. Dann ist {\displaystyle Th(\nu _{M})\simeq {\overline {U}}/\partial {\overline {U}}} und wir betrachten die Komposition
{\displaystyle f\colon S^{N}\to {\overline {U}}/\partial {\overline {U}}\to {\overline {U}}/\partial {\overline {U}}\wedge M_{+}},
wobei die erste Abbildung {\displaystyle S^{N}-U} auf einen Punkt kollabiert und die zweite Abbildung von {\displaystyle (id,p)} induziert wird. Dann ist
{\displaystyle u:=\Sigma ^{-N}\Sigma ^{\infty }f\colon \mathbf {S} \to Th(\nu _{M})\wedge \Sigma ^{-n}\Sigma ^{\infty }M_{+}}
eine S-Dualität.
Falls {\displaystyle M} bzgl. eines Ringspektrums {\displaystyle E} orientierbar ist, dann entsprechen die kohomologischen {\displaystyle E}-Orientierungen (Thom-Klassen) unter 
{\displaystyle u_{E}\colon \left[Th(\nu _{M}),E\right]\to \left[\mathbf {S} ,E\wedge \Sigma ^{-n}\Sigma ^{\infty }M_{+}\right]}
den homologischen {\displaystyle E}-Orientierungen (Fundamentalklassen).